# Општина Лос Рејес (Мичоакан)
Лос Рејес (шп. Los Reyes) општина је у Мексику у савезној држави Мичоакан. Општина се налази на надморској висини од 1308 м.

## Становништво
Према подацима из 2010. у општини је живело 64141 становника.

### Хронологија
| Година       | 2000                  | 2005                  | 2010                  |
| ------------ | --------------------- | --------------------- | --------------------- |
| Становништво | 57006 (27304 / 29702) | 51788 (24829 / 26959) | 64141 (31265 / 32876) |

### Попис
| \| \| м \| \| \| ж \| \| 0—2 \| 1.868 \| \| \| 1.808 \| \| 3—5 \| 1.933 \| \| \| 1.817 \| \| 6—11 \| 3.926 \| \| \| 3.736 \| \| 12—14 \| 1.903 \| \| \| 1.876 \| \| 15—17 \| 1.862 \| \| \| 1.941 \| \| 18—24 \| 3.907 \| \| \| 4.206 \| \| 60+ \| 2.767 \| \| \| 3.180 \| \| Просек : \| 28,6 \| \| \| 29,7 \| |       |  |  |       |
| |       |  |  |       |
| | м     |  |  | ж     |
| 0—2 | 1.868 |  |  | 1.808 |
| 3—5 | 1.933 |  |  | 1.817 |
| 6—11 | 3.926 |  |  | 3.736 |
| 12—14 | 1.903 |  |  | 1.876 |
| 15—17 | 1.862 |  |  | 1.941 |
| 18—24 | 3.907 |  |  | 4.206 |
| 60+ | 2.767 |  |  | 3.180 |
| Просек : | 28,6  |  |  | 29,7  |

| #   | Индикатор                                                                                        | Вредност |
| --- | ------------------------------------------------------------------------------------------------ | -------- |
| 1   | Становништво од 0 до 2 године                                                                    | 3676     |
| 2   | Мушко становништво од 0 до 2 године                                                              | 1868     |
| 3   | Женско становништво од 0 до 2 године                                                             | 1808     |
| 4   | Становништво са 3 и више година                                                                  | 57629    |
| 5   | Мушко становништво са 3 и више година                                                            | 27980    |
| 6   | Женско становништво са 3 и више година                                                           | 29649    |
| 7   | Становништво са 5 и више година                                                                  | 55119    |
| 8   | Мушко становништво са 5 и више година                                                            | 26679    |
| 9   | Женско становништво са 5 и више година                                                           | 28440    |
| 10  | Становништво са 12 и више година                                                                 | 46217    |
| 11  | Мушко становништво са 12 и више година                                                           | 22121    |
| 12  | Женско становништво са 12 и више година                                                          | 24096    |
| 13  | Становништво са 15 и више година                                                                 | 42438    |
| 14  | Мушко становништво са 15 и више година                                                           | 20218    |
| 15  | Женско становништво са 15 и више година                                                          | 22220    |
| 16  | Становништво са 18 и више година                                                                 | 38635    |
| 17  | Мушко становништво са 18 и више година                                                           | 18356    |
| 18  | Женско становништво са 18 и више година                                                          | 20279    |
| 19  | Становништво од 3 до 5 година                                                                    | 3750     |
| 20  | Мушко становништво од 3 до 5 година                                                              | 1933     |
| 21  | Женско становништво од 3 до 5 година                                                             | 1817     |
| 22  | Становништво од 6 до 11 година                                                                   | 7662     |
| 23  | Мушко становништво од 6 до 11 година                                                             | 3926     |
| 24  | Женско становништво од 6 до 11 година                                                            | 3736     |
| 25  | Становништво од 8 до 14 година                                                                   | 8848     |
| 26  | Мушко становништво од 8 до 14 година                                                             | 4524     |
| 27  | Женско становништво од 8 до 14 година                                                            | 4324     |
| 28  | Становништво од 12 до 14 година                                                                  | 3779     |
| 29  | Мушко становништво од 12 до 14 година                                                            | 1903     |
| 30  | Женско становништво од 12 до 14 година                                                           | 1876     |
| 31  | Становништво од 15 до 17 година                                                                  | 3803     |
| 32  | Мушко становништво од 15 до 17 година                                                            | 1862     |
| 33  | Женско становништво од 15 до 17 година                                                           | 1941     |
| 34  | Становништво од 18 до 24 године                                                                  | 8113     |
| 35  | Мушко становништво од 18 до 24 године                                                            | 3907     |
| 36  | Женско становништво од 18 до 24 године                                                           | 4206     |
| 37  | Женско становништво од 15 до 49 година                                                           | 16574    |
| 38  | Становништво са 60 и више година                                                                 | 5947     |
| 39  | Мушко становништво са 60 и више година                                                           | 2767     |
| 40  | Женско становништво са 60 и више година                                                          | 3180     |
| 41  | Однос између мушкараца и жена                                                                    | 95.1     |
| 42  | Становништво од нуле до 14 година                                                                | 18867    |
| 43  | Становништво од 15 до 64 године                                                                  | 38282    |
| 44  | Становништво од 65 година и више                                                                 | 4156     |
| 45  | Просечан број деце                                                                               | 2.64     |
| 46  | Становништво рођено у ентитету                                                                   | 56682    |
| 47  | Мушко становништво рођено у ентитету                                                             | 27564    |
| 48  | Женско становништво рођено у ентитету                                                            | 29118    |
| 49  | Становништво рођено у другом ентитету                                                            | 3727     |
| 50  | Мушко становништво рођено у другом ентитету                                                      | 1817     |
| 51  | Женско становништво рођено у другом ентитету                                                     | 1910     |
| 52  | Становништво од 5 година и више резидентно у ентитету у јуну 2005. године                        | 52491    |
| 53  | Мушко становништво старосног доба од 5 година и више, резидентно у ентитету у јуну 2005. године  | 25194    |
| 54  | Женско становништво старосног доба од 5 и више година, резидентно у ентитету у јуну 2005. године | 27297    |
| 55  | Становништво од 5 година и више које је живело у другом ентитету у јуну 2005. године             | 1128     |
| 56  | Мушко становништво старије од 5 година које је живело у другом ентитету у јуну 2005. године      | 577      |
| 57  | Женско становништво старије од 5 година које је живело у другом ентитету у јуну 2005. године     | 551      |
| 58  | Становништво од 3 године и више које говори аутохтони језик                                      | 11207    |
| 59  | Мушко становништво старо 3 године и више које говори аутохтони језик                             | 5375     |
| 60  | Женско становништво старо 3 године и више које говори аутохтони језик                            | 5832     |
| 61  | Становништво од 3 године и више које говори аутохтони језик и не говори шпански језик            | 2254     |
| 62  | Мушко становништво старо 3 године и више које говори аутохтони језик и не говори шпански         | 900      |
| 63  | Женско становништво старо 3 године и више које говори аутохтони језик и не говори шпански језик  | 1354     |
| 64  | Становништво старо 3 године и више које говори аутохтони језик и шпански                         | 8661     |
| 65  | Мушко становништво старо 3 године и више које говори аутохтони језик и шпански                   | 4329     |
| 66  | Женско становништво старо 3 године и више које говори аутохтони језик и шпански                  | 4332     |
| 67  | Становништво од 5 година и више које говори аутохтони језик                                      | 10680    |
| 68  | Становништво од 5 година и више које говори аутохтони језик и не говори шпански језик            | 1929     |
| 69  | Становништво од 5 година и више које говори аутохтони језик и говори шпански језик               | 8470     |
| 70  | Становништво у домородачким домаћинствима                                                        | 13792    |
| 71  | Становништво са ограничењима у активностима                                                      | 1736     |
| 72  | Становништво са ограниченим ходањем или кретањем, горе или доле                                  | 946      |
| 73  | Становници са ограничењима вида, чак и уз кориштење сочива                                       | 402      |
| 74  | Становништво са ограничењима говора, комуникације или конверзације                               | 227      |
| 75  | Становништво са ограниченим слухом                                                               | 233      |
| 76  | Становништво са ограничењима при одевању, купању или јелу                                        | 139      |
| 77  | Становништво са ограничењима у опажању или учењу једноставних ствари                             | 114      |
| 78  | Становништво са менталним ограничењима                                                           | 244      |
| 79  | Становништво без ограничења активности                                                           | 59025    |
| 80  | Становништво од 3 до 5 година које не похађа школу                                               | 1573     |
| 81  | Мушко становништво од 3 до 5 година које не похађа школу                                         | 822      |
| 82  | Женско становништво од 3 до 5 година које не похађа школу                                        | 751      |
| 83  | Становништво од 6 до 11 година које не похађа школу                                              | 439      |
| 84  | Мушко становништво од 6 до 11 година које не похађа школу                                        | 234      |
| 85  | Женско становништво од 6 до 11 година које не похађа школу                                       | 205      |
| 86  | Становништво од 12 до 14 година које не похађа школу                                             | 659      |
| 87  | Мушко становништво од 12 до 14 година које не похађа школу                                       | 359      |
| 88  | Женско становништво од 12 до 14 година које не похађа школу                                      | 300      |
| 89  | Становништво од 15 до 17 година похађа школу                                                     | 1972     |
| 90  | Мушко становништво од 15 до 17 година похађа школу                                               | 945      |
| 91  | Женско становништво између 15 и 17 година живота у школи                                         | 1027     |
| 92  | Становништво од 18 до 24 године похађа школу                                                     | 1463     |
| 93  | Мушко становништво од 18 до 24 године похађа школу                                               | 751      |
| 94  | Женско становништво од 18 до 24 године похађа школу                                              | 712      |
| 95  | Становништво од 8 до 14 година које не може да чита и пише                                       | 428      |
| 96  | Мушко становништво старосног доба од 8 до 14 година које не може да чита и пише                  | 267      |
| 97  | Женско становништво старосног доби од 8 до 14 година које не може да чита и пише                 | 161      |
| 98  | Становништво од 15 година и више које је неписмено                                               | 4930     |
| 99  | Мушко становништво од 15 година и више које је неписмено                                         | 2045     |
| 100 | Женско становништво од 15 година и више које је неписмено                                        | 2885     |
| 101 | Становништво старо 15 и више година без школовања                                                | 5350     |
| 102 | Мушко становништво старо 15 и више година без школовања                                          | 2329     |
| 103 | Женско становништво старо 15 и више година без школовања                                         | 3021     |
| 104 | Становништво старосног доба 15 и више година са непотпуним основним образовањем                  | 8906     |
| 105 | Мушко становништво старосног доба од 15 година и више са непотпуном основним образовањем         | 4382     |
| 106 | Женско становништво старосног доба 15 и више година са непотпуном основним образовањем           | 4524     |
| 107 | Становништво старо 15 и више година са комплетним основним образовањем                           | 7142     |
| 108 | Мушко становништво старо 15 година и више са комплетним основним образовањем                     | 3385     |
| 109 | Женско становништво старо 15 и више година са комплетним основним образовањем                    | 3757     |
| 110 | Становништво старосног доба 15 и више година са непотпуним средњим образовањем                   | 3389     |
| 111 | Мушко становништво старосног доба од 15 година и више са непотпуним средњим образовањем          | 1768     |
| 112 | Женско становништво старосног доба од 15 година и више са непотпуним средњим образовањем         | 1621     |
| 113 | Становништво старо 15 и више година са пуним секундарном образовањем                             | 6887     |
| 114 | Мушко становништво старосног доба од 15 година и више са пуним секундарном образовањем           | 3119     |
| 115 | Женско становништво старосног доба од 15 година и више са пуним секундарном образовањем          | 3768     |
| 116 | Становништво старије од 18 година са постосновним образовањем                                    | 9192     |
| 117 | Мушко становништво старије од 18 година са постосновним образовањем                              | 4484     |
| 118 | Женско становништво старије од 18 година са постосновним образовањем                             | 4708     |
| 119 | Просечна оцена школовања                                                                         | 6.86     |
| 120 | Просечан ниво образовања мушке популације                                                        | 6.95     |
| 121 | Просечан ниво образовања женског становништва                                                    | 6.77     |
| 122 | Економски активно становништво                                                                   | 24176    |
| 123 | Економски активна мушка популација                                                               | 16787    |
| 124 | Економски активна женска популација                                                              | 7389     |
| 125 | Становништво које није економски активно                                                         | 21620    |
| 126 | Мушко становништво које није економски активно                                                   | 5058     |
| 127 | Женско становништво које није економски активно                                                  | 16562    |
| 128 | Запослено становништво                                                                           | 23631    |
| 129 | Запослено мушко становништво                                                                     | 16321    |
| 130 | Запослено женско становништво                                                                    | 7310     |
| 131 | Незапослена популација                                                                           | 545      |
| 132 | Незапослена мушка популација                                                                     | 466      |
| 133 | Незапослена женска популација                                                                    | 79       |
| 134 | Становништво без права на здравствене услуге                                                     | 26410    |
| 135 | Становништво које има право на здравствене услуге                                                | 34694    |
| 136 | Становништво које има право на ИМСС                                                              | 21228    |
| 137 | Становништво које има право на социјално осигурање                                               | 2314     |
| 138 | Становништво које има право на државно социјално осигурање                                       | 117      |
| 139 | Становништво које има право на опште осигурање или здравствено осигурање за нову генерацију      | 9691     |
| 140 | Становништво које је било једном или није било у браку током 12 година и више                    | 15549    |
| 141 | Венчано или уједињено становништво од 12 година и више                                           | 26180    |
| 142 | Становништво које је било у браку или уједињено 12 година и више                                 | 4244     |
| 143 | Становништво са католичком религијом                                                             | 58810    |
| 144 | Протестанти, еванђелисти и библијски следбеници различити од еванђелиста                         | 1564     |
| 145 | Становништво са другим религијама различитим од претходних                                       | 11       |
| 146 | Становништво без религије                                                                        | 559      |
| 147 | Укупно пописаних домаћинства                                                                     | 14897    |
| 148 | Пописна домаћинства на челу са мушкарцима                                                        | 11225    |
| 149 | Пописна домаћинства на челу са женама                                                            | 3672     |
| 150 | Становништво у пописним домаћинствима                                                            | 61171    |
| 151 | Становништво у пописним домаћинствима на челу са мушкарцима                                      | 48124    |
| 152 | Становништво у пописним домаћинствима на челу са женама                                          | 13047    |
| 153 | Укупно домаћинстава                                                                              | 19351    |
| 154 | Укупно насељених домаћинстава                                                                    | 15837    |
| 155 | Укупно приватних кућа                                                                            | 18411    |
| 156 | Насељени приватни домови                                                                         | 14897    |
| 157 | Укупно насељених приватних кућа                                                                  | 15827    |
| 158 | Ненасељене приватне куће                                                                         | 2308     |
| 159 | Појединачна домаћинства за привремену употребу                                                   | 1206     |
| 160 | Становници у насељеним приватним кућама                                                          | 61171    |
| 161 | Насељеност станара у приватним становима                                                         | 4.11     |
| 162 | Просечно становника по соби у приватним насељеним домаћинствима                                  | 1.14     |
| 163 | Појединачна домаћинства са подовима од различитих материјала од земље                            | 12536    |
| 164 | Појединачна домаћинства у приземљу                                                               | 2249     |
| 165 | Појединачна домаћинства са једном спаваћом собом                                                 | 4800     |
| 166 | Појединачна домаћинства са две спаваће собе и више                                               | 9996     |
| 167 | Појединачна домаћинства са једним собом                                                          | 554      |
| 168 | Појединачна домаћинства са две собе                                                              | 2799     |
| 169 | Појединачна домаћинства са 3 собе и више                                                         | 11415    |
| 170 | Појединачна домаћинства која имају електрично светло                                             | 14618    |
| 171 | Појединачна домаћинства која немају електрично светло                                            | 205      |
| 172 | Појединачна домаћинства која имају водоводну воду у стамбеном простору                           | 13007    |
| 173 | Појединачна домаћинства која немају водоводну воду у стамбеном простору                          | 1754     |
| 174 | Појединачна домаћинства која имају тоалет                                                        | 14531    |
| 175 | Појединачна домаћинства која имају канализацију                                                  | 12384    |
| 176 | Појединачна домаћинства која немају канализацију                                                 | 2370     |
| 177 | Појединачна домаћинства која имају електрично светло, довод воде из јавне мреже и канализацију   | 11936    |
| 178 | Појединачна домаћинства без икаквих услова                                                       | 486      |
| 179 | Појединачна домаћинства која имају радио                                                         | 11180    |
| 180 | Појединачна домаћинства која имају телевизор                                                     | 13705    |
| 181 | Појединачна домаћинства која имају фрижидер                                                      | 11477    |
| 182 | Појединачна домаћинства која имају машину за веш                                                 | 10232    |
| 183 | Појединачна домаћинства која имају аутомобил или комби                                           | 7105     |
| 184 | Појединачна домаћинства која имају рачунар                                                       | 3290     |
| 185 | Појединачна домаћинства која имају фиксну телефонску линију                                      | 6228     |
| 186 | Појединачна домаћинства која имају мобилни телефон                                               | 8524     |
| 187 | Појединачна домаћинства која имају приступ интернету                                             | 2256     |